# James P. Goodrich

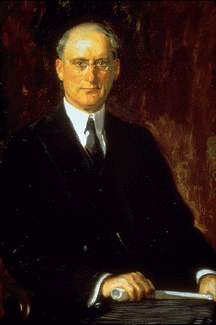
James P. Goodrich

James Putnam Goodrich (* 18. Februar 1864 in Winchester, Indiana; † 15. April 1940 ebenda) war ein US-amerikanischer Politiker und zwischen 1917 und 1921 der 29. Gouverneur von Indiana.

## Frühe Jahre
Goodrich besuchte die örtlichen Schulen seiner Heimat und dann für zwei Jahre die DePau University. Anschließend studierte er Jura. Nach seinem erfolgreichen Examen und der Zulassung als Anwalt im Jahr 1887 praktizierte er in Indianapolis. Goodrichs politische Laufbahn begann im Jahr 1901, als er zum Landesvorsitzenden der Republikanischen Partei in Indiana gewählt wurde. Dieses Amt behielt er neun Jahre lang. Zwischen 1912 und 1916 war er auch im Bundesvorstand der Republikanischen Partei. Im Jahr 1916 wurde er als Kandidat seiner Partei zum neuen Gouverneur von Indiana gewählt.

## Gouverneur von Indiana
Goodrich trat seine vierjährige Amtszeit am 8. Januar 1917 an. Seine Regierungszeit war von den Ereignissen des Ersten Weltkriegs überschattet in den die Vereinigten Staaten im April 1917 eintraten. Der Gouverneur musste, wie seine Kollegen in den anderen Bundesstaaten, für eine Umstellung der Industrieproduktion auf Rüstungsgüter sorgen und Soldaten für die Streitkräfte rekrutieren. Nach dem Ende des Kriegs im November 1918 musste die Produktion wieder auf den zivilen Bedarf umgestellt werden. Innenpolitisch wurde in jener Zeit ein Umweltministerium gegründet (Department of Conservation). Das Verkehrsministerium (Highway Commission) wurde erweitert, ebenso wurden die Nationalparks des Landes ausgebaut. Der Gouverneur führte eine Steuerreform durch und setzte das Prohibitionsgesetz und das Frauenwahlrecht in Indiana in Kraft.

## Weitere Karriere
Nach dem Ende seiner Amtszeit im Januar 1921 wurde er von Präsident Warren G. Harding in eine Kommission berufen, die Lebensmittel in die von einer Hungersnot geplagten Gebiete Russlands liefern sollte. Er konnte die US-Regierung von der Notwendigkeit einer Bewilligung von 20 Millionen Dollar für die Arbeit der American Relief Administration überzeugen. In den Jahren 1923 und 1924 befasste sich Goodrich im Auftrag der Bundesregierung mit den Planungen für einen Ausbau von Schifffahrtskanälen. Goodrich war auch Kurator einiger Schulen und einer Kommission zur Wachhaltung der Erinnerung an den Weltkrieg in Indiana (Indiana World War Memorial Commission). James Goodrich verstarb im Jahr 1940 und wurde in Winchester in Indiana beigesetzt. Er war mit Cora Prist verheiratet, mit der er ein Kind hatte.